# Prebiotika
Prebiotika är hälsofrämjande kolhydrater i kosten som upptas långsamt eller är icke-nedbrytbara. Vanligt förekommande prebioter är exempelvis fruktooligosackarider i lök. Även xylitol är en form av prebiotika som främjar tandhälsan eller laktulos som reglerar matsmältningskanalens funktioner.  Vissa prebiotiska preparat har officiellt givits tillåtelse att märka ut på produktens förpackning att de lindrar förstoppning eller att de lugnar ner överdriven tarmaktivitet.